# Klątwa czarownicy wikingów
Klątwa czarownicy wikingów (Vølvens forbandelse, 2009) – duński film familijny w reżyserii Mogens Hagedorn. W Polsce emitowany za pośrednictwem TV Puls.

## Obsada
- Jonas Wandschneider jako Valdemar
- Clara Bahamondes jako Sille
- Jacob Cedergren jako Benedict/Jotan
- Stine Stengade jako Vølven
- Puk Scharbau jako Louise
- Lars Hjortshøj jako Mekaniker
- Kim Bodnia jako Harald
- Cyron Melville jako Kong Valdemar
- Søren Malling jako Poppo
- Claus Riis Østergaard jako Erik Klipping
- Andrea Vagn Jensen jako Mor
- Frank Thiel jako Far